# Enma López
Enma López Araújo (Vigo, 2 de julio de 1986) es una funcionaria y política española del PSOE, actual concejala en el Ayuntamiento de Madrid.

## Biografía
Licenciada en Derecho económico y empresarial por la Universidad de Vigo.Ingresó como funcionaria en el cuerpo técnico de Hacienda y posteriormente en el Cuerpo Superior de Inspectores de Seguros del Estado, siendo la número 6 de su promoción (nº 1 de promoción interna).
Con 16 años ingresó en el PSOE. Concurrió como candidata al número 18 de la lista del PSdeG-PSOE en Pontevedra de cara a las elecciones al Parlamento de Galicia de 2005. Con 20 años se presentó en el número 18 de la lista del PSdeG-PSOE para las elecciones municipales de 2007 en Vigo encabezada por Abel Caballero, mientras que en 2011 ocupó el puesto número 19. 
Trasladada desde Vigo a Madrid en 2008, en donde trabajó en un despacho de abogados mientras preparaba las oposiciones a Hacienda. También trabajó en el Gabinete de José Luis Rodríguez Zapatero durante los últimos meses de 2011.
Formó parte del Gabinete de Pedro Sánchez tras su llegada a la Presidencia del Gobierno en junio de 2018. En febrero de 2019 fue nombrada directora general de la Fundación Estatal Salud, Infancia y Bienestar Social.
Fue incluida en el número 8 de la lista del PSOE para las elecciones municipales de mayo de 2019 en Madrid encabezada por Pepu Hernández,  y resultó elegida concejala del Ayuntamiento de Madrid, en donde se convirtió en la portavoz de Grupo Municipal Socialista en la Comisión de Economía y Hacienda del consistorio. De cara a las elecciones municipales de mayo de 2023 fue designada coordinadora de la campaña de Reyes Maroto a la alcaldía de Madrid, siendo además la número 3 de la lista que esta encabezaba. La candidatura socialista logró un ligero avance al pasar de 8 a 11 concejales, que si bien se mantuvo en la oposición logró el mejor resultado en 12 años y mejoró resultados por primera vez en 20 años. De esta forma pasó a ser Portavoz Adjunta del Grupo Municipal Socialista y continuó como portavoz en la Comisión de Economía y Hacienda.